# گل گمشده
گل گمشده فیلمی به کارگردانی  و نویسندگی عباس شباویز محصول سال ۱۳۴۱ است.

## بازیگران
- آذر حکمت شعار
- منوچهر والی‌زاده
- بهروز وثوقی
- نصرت‌الله کنی
- مینو شفیع
- محمد عبدی
- مینو
- جاسم
- روح اله مفیدی
- نیکخواه
- شاه آبادی
- حسین معمارزاده